# Liv Nordhaug
Liv Nordhaug, född 1926 och död 2002. Norsk prästfru, lärare, redaktör och författare. Hon finns representerad i Den svenska psalmboken 1986 med originaltexten till ett verk (nr 409).

## Psalmer
- Du kallar oss till kyrkan (1986 nr 409) fritt skriven 1979 efter Kurt Rommels text och tonsättning från 1967.

## Fotnoter
1. ↑  Bibliothèque nationale de France, BnF Catalogue général : öppen dataplattform, id-nummer i Frankrikes nationalbiblioteks katalog: 12289530x, läs online, läst: 30 december 2019.[källa från Wikidata]